# Павлоградське повстання (1943)
Павлоградське повстання — збройний виступ комуністичного підпілля проти німецько-італійського гарнізону у Павлограді. Відбулося напередодні зайняття міста частинами Червоної Армії в ході зимового наступу 1943 року.

## Попередні події
22 червня 1941 року німецькі війська напали на Радянський Союз. Швидко просуваючись територією СРСР, німці вже до серпня 1941 досягли Центральної України — 2 серпня оточили частини Південно-Західного і Південного фронтів Червоної Армії («Уманський котел»), захопивши 4 серпня Кіровоград і 8 серпня — Умань.
Враховуючи становище, що склалося, ЦК ВКП(б) і ЦК КП(б)У 18 і 19 липня видали директиви, що визначили Дніпропетровську область у числі інших, яким загрожувала окупація. Директиви також передбачали створення на окупованих і на прифронтових територіях підпільних партійних організацій, партизанських загонів і диверсійних груп. У короткий час обком створив підпільні організації та партизанські загони, встановив явки для зв'язкових тощо.
Вперше на територію області гітлерівці увірвалися 12 серпня, зайнявши Верхівцеве. 13 серпня захоплено П'ятихатки, 15 серпня — Кривий Ріг, 17 серпня — Нікополь.
Наприкінці вересня, після битви за Дніпропетровськ, німці почали просуватися на схід і 11 жовтня 1941 року зайняли Павлоград, а незабаром і всю Дніпропетровську область.
Створений Павлоградський партизанський загін зосередився на своїй базі в Орлівщинському лісі і діяв із 5 жовтня по 26 грудня 1941 року. Партизани знищували дрібні групи вояків противника, підривали мости на дорогах між Дніпропетровськом, Перещепино і Васильківкою. У другій половині грудня німці оточили та прочесали ліс, у бою з ними частину партизанів (у тому числі командира загону П. К. Кабака і комісара Г. Д. Ковната) було знищено, а вцілілі «розчинилися» серед місцевого населення. Дехто з них увійшов до лав підпілля.
Підпіллям керував Павлоградський підпільний міськком.
З початком окупації підпілля розгорнуло масово-політичну роботу з населенням (розповсюджували листівки та зведення Радінформбюро, проводили бесіди), в якій закликали населення до опору, саботажу і диверсій.
Деякі підпільники проникали в окупаційні установи, зокрема в колійну жандармерію і поліцію (це дозволило своєчасно дізнаватися про заходи, що проводяться окупаційною владою, в тому числі про обшуки, облави та арешти).
У травні 1942 р. Дніпропетровський підпільний обком віддав павлоградській підпільній організації наказ посилити роботу зі створення бойових груп і готуватися до збройного повстання. Повстання вирішено розпочати з наближенням до міста радянських військ.
До кінця 1942 року підривна діяльність підпільників активізувалася: під Сталінградом гинула німецька 6-та армія, вермахт потребував підкріплень, але підпільники намагалися цього не допустити: у вересні підпалено нафтобазу, у жовтні на території заводу № 55 — підірвано 2 склади зі зброєю та боєприпасами; пущено під укіс ешелони на станціях Домаха і Зайцеве, у самому місті (вулиця Радянська) — підірвано склад із боєприпасами. Розірвано телефонний зв'язок зі штабом 6-ї німецької армії, а також телефонну лінію Лозова—Павлоград—Дніпропетровськ.
28 січня 1943 року почався радянський наступ з району Сталінграда. Війська Південного фронту в середині лютого було зупинено на рубежі річки Міус. Так званий Міус-фронт запобіг просуванню РСЧА на захід.
Успішніше розвивався наступ Південно-Західного фронту, який вийшов до річки Сіверський Донець і завдав удару в південно-західному напрямку з метою відрізати німців в Донбасі від дніпровських переправ.

## Підготовка до повстання
Підготовкою повстання у Павлограді займалися Дніпропетровський підпільний обком та Павлоградський підпільний міськком.
Керівництвом формування груп займалися секретар обкому Д. Г. Садовниченко  і секретар міськкому А. П. Караванченко.
У складі підпільної організації було створено 19 бойових груп, які об'єднали близько 500 осіб.
- на міській електростанції було створено групу з 10 осіб[4]
- на мотузковому заводі — групу під командою Г. К. Яценка з 10 осіб[4]
- на лубзаводі — групу під орудою П. І. Потюгова із 6 осіб[4]
- на артилерійському полігоні — групу під командою І. І. Соколовського з 13 осіб[4]

Бойові групи озброїли за допомогою підпільників: лейтенанта С. А. Чумака і К. А. Таблер (влаштованих на службу в підрозділ колійної жандармерії).
У другій половині грудня 1942 року бойові групи злилися в єдину організацію під єдиним командуванням. Командиром бойової організації став майор П. О. Кравченко, комісаром — С. С. Прибер, начальником штабу — ст. лейтенант К. В. Рябий.
Підпільники розробили план дій, який передбачав:
- зосередити всі бойові групи у Павлограді до 10 лютого 1943;
- розпочати повстання в ніч із 13 на 14 лютого загоном колійної жандармерії;
- за допомогою ще 6 груп захопити і утримати центр міста.[8]

10 лютого 1943 р. підпільний штаб наказав зосередити всі бойові групи в місті. Початок повстання у Павлограді призначили на 13 лютого 1943 року.

## Повстання
13 лютого 1943 р. три групи підпільників під командуванням А. І. Нестеренка та С. А. Чумака (58 осіб) з-поміж працівників поліції було зосереджено в будівлі шкіряного заводу (на розі вулиць Піщана та Шевченка в центрі міста). Вони повинні були почати повстання, але привернули до себе увагу ворога і відкрили вогонь по італійських патрульних. Завод оточили окупаційні війська. Бій тривав кілька годин, оточені відтягли на себе понад 300 вояків і офіцерів, але в результаті більшість підпільників загинула, хоча деякі зуміли прорватися з оточення.
Повстання було зірвано. Окупаційна влада розпочала «зачистку» міста. Але до Павлограда вже підходили радянські війська, і де-не-де вже траплялися сутички та перестрілки радянських розвідників із противником.
15 лютого 1943 р. до Павлограда повернулася відправлена до лінії фронту зв'язкова міськкому О. В. Куликова, разом з якою прибув офіцер зв'язку капітан Андросов зі штабу 4-го гвардійського стрілецького корпусу РСЧА. Вони повідомили, що частини корпусу дістануться міста 16—18 лютого 1943 року..
Вночі 16 лютого передові частини РСЧА розпочали бої на околиці міста.
У цей самий момент з одночасного виступу всіх бойових груп підпілля почалося повстання у місті.
Група підпільників на чолі з М. В. Бєляшовим і А. Г. Кузнєцовим зайняли управу і будівлю гестапо. На міській управі встановили червоний прапор. Близько 300 визволених із в'язниці бранців приєдналися до підпільників. Група лейтенанта Луценка зайняла пошту та телеграф. Ще чотири групи зав'язали вуличні бої.
Група села Городище обстріляла італійську колону, яка з комендантом міста генералом Маріо Карлоні відступала на Дніпропетровськ.
Вже вранці 17 лютого 1943 до Павлограда вступили підрозділи 35-ї гвардійської стрілецької дивізії 4-го гвардійського стрілецького корпусу. У цей же день із міста було вигнано окупантів.
Розвиваючи успіх повстання, підпільники та партизани з загону В. Г. Фесенка вибили сили супротивника з сіл Межиріч і Петропавлівка.
Члени бойових груп організували охорону військових і цивільних об'єктів міста, промислових підприємств. У день визволення Павлограда запрацювали радіо, пекарня, їдальні. Були створені та розпочали роботу органи місцевої влади.

### Придушення повстання
Наступ Червоної Армії тривав, і до 20 лютого радянські війська підійшли до станції Синельникове, вийшли на підступи до Дніпропетровська, Запоріжжя та Краснограда.

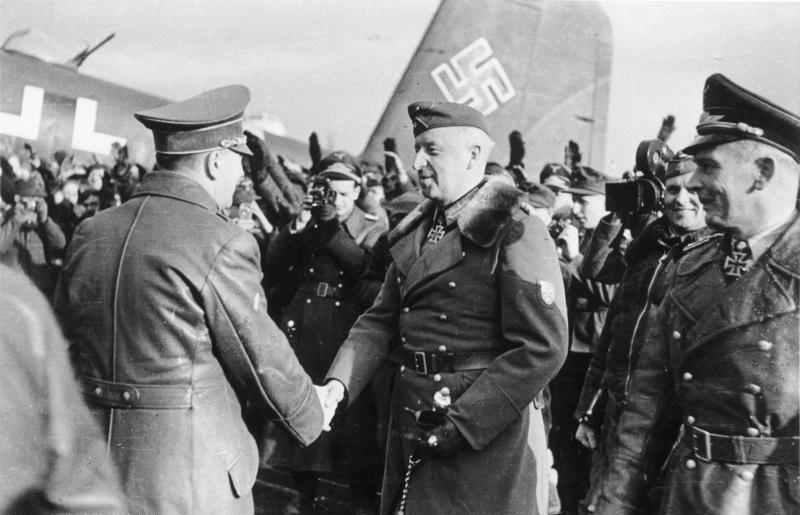
Зустріч Гітлера та Манштейна у Запоріжжі

17 лютого Гітлер прилетів у Запоріжжя. Там він зустрівся з одним із найкращих стратегів і командирів вермахту — Еріхом фон Манштейном. Генерал-фельдмаршал запропонував фюреру план контрнаступу, де пропонувалося силами 2-го корпусу СС і 4-ї танкової армії вдарити з півночі і півдня на Павлоград, після чого наступати на Лозову — у напрямку Харкова.
Гітлер спочатку відмовився вірити, що в районі Павлограда зосереджено великі сили противника і Червона Армія посувається до Дніпра. 18 лютого йому доповіли знову, що противник уже зайняв Павлоград, італійців, які обороняли місто, розбито, а радянські війська вже за 60 кілометрів від Запоріжжя.
Фюрер погодився з планом контрнаступу і того ж дня відбув.
18—20 лютого 1943 року німецька авіація бомбила Павлоград, у цей самий час літаки люфтваффе бомбили Межиріч і Петропавлівку.
19 лютого 1943 почався наступ вермахта. Під загрозою оточення та розгрому радянські війська були змушені відходити на схід, за річку Сіверський Донець.
Частина підпільників та учасників повстання увійшла до складу підрозділів РСЧА і відступила разом з військами; частина — відступила до Богуславського лісу, де створила партизанський загін; деякі підпільники знову перейшли на нелегальне становище і залишилися в місті для дій у підпіллі.
22 лютого 1943 року у Павлоград вступили німецькі передові танкові підрозділи.

### Підсумок
Повстання було влаштовано для підтримки наступу Червоної Армії, після так званої Другої битви за Харків. День початку придушення повстання і наступу Манштейна на схід (19 лютого) став днем початку Третьої битви за Харків, у результаті якої було розбито 52 радянські дивізії, знову захоплено Харків і Бєлгород.
Павлоград було відвойовано 18 вересня 1943 року після успішно проведеної Червоною Армією Донбаської операції.